# Agence télégraphique russe
L'Agence télégraphique russe (en russe : Российское телеграфное агентство, translittération : Rossiyskoye telegrafnoye agentstvo, acronyme : Rosta), a été l'agence de nouvelles en Russie soviétique de 1918 à 1925 avant la création de l'agence TASS. Elle avait succédé à l'Agence télégraphique de Saint-Pétersbourg, fondée en 1904 et rebaptisée en 1914 Agence de Pétrograd.

## Affiches / fenêtres Rosta
Rosta est surtout connue pour les affiches Agitprop des artistes de l'avant-garde russe et du futurisme comme Vladimir Maïakovski, Vadim Cherchenevitch, Vladimir Lebedev, Aleksei Radakov et Alexandre Rodtchenko. Ces affiches servent de support à la propagande révolutionnaire, mais aussi illustrent des sujets quotidiens, comme la guerre contre les poux ou l'alcoolisme. Elles utilisent une combinaison de l'image et du texte et devait également être comprises par des personnes illettrées. Les affiches n'étaient pas imprimées, mais lithographiées, et étaient principalement diffusées à Moscou.
Le style unique des affiches Rosta est étroitement lié au constructivisme et a eu une influence sur les mouvements modernistes tels que le Pop Art et l'art publicitaire.

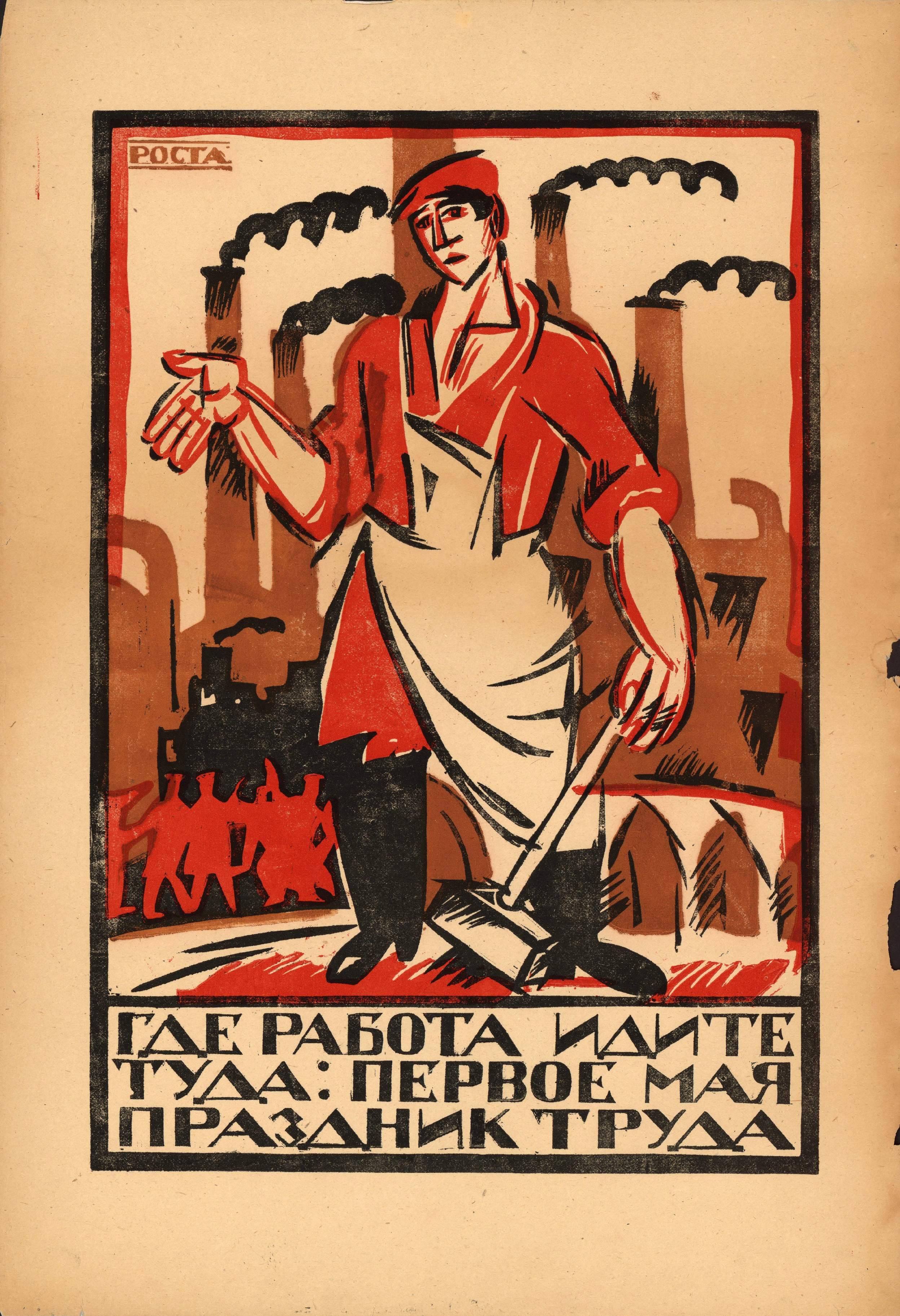
"Allez là où il y a du travail, le 1er mai est la fête du travail", affiche de Ivan Malioutine.
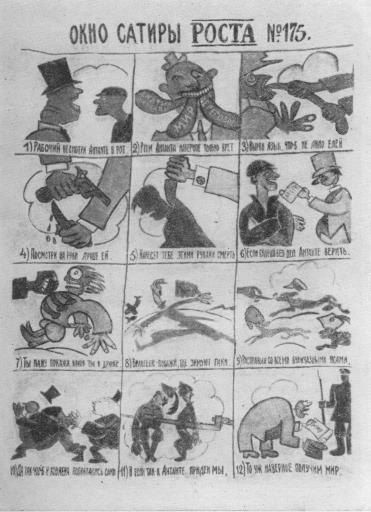
Affiche de Vladimir Maïakovski
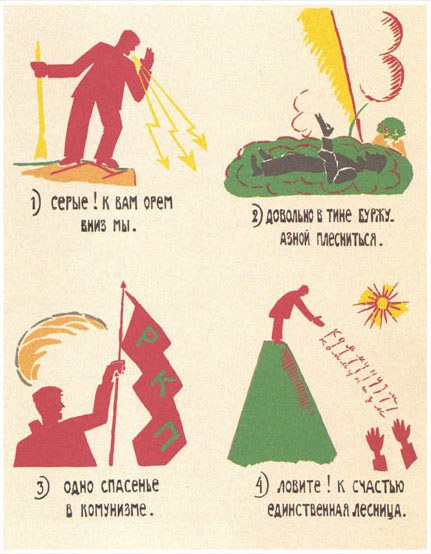
Affiche de Vladimir Maïakovski
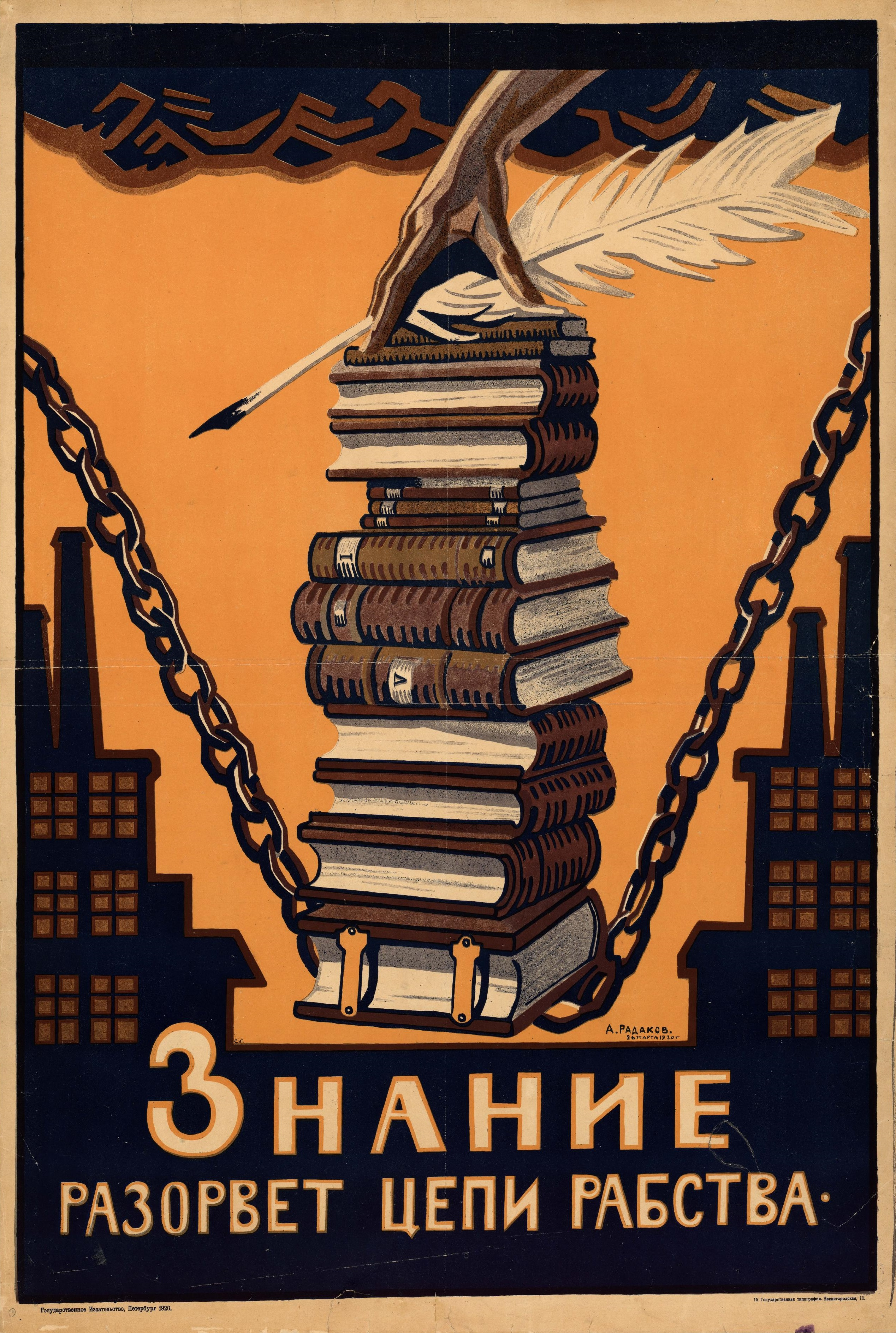
La connaissance brisera les chaînes de l'esclavage, 1920. Aleksei Radakov
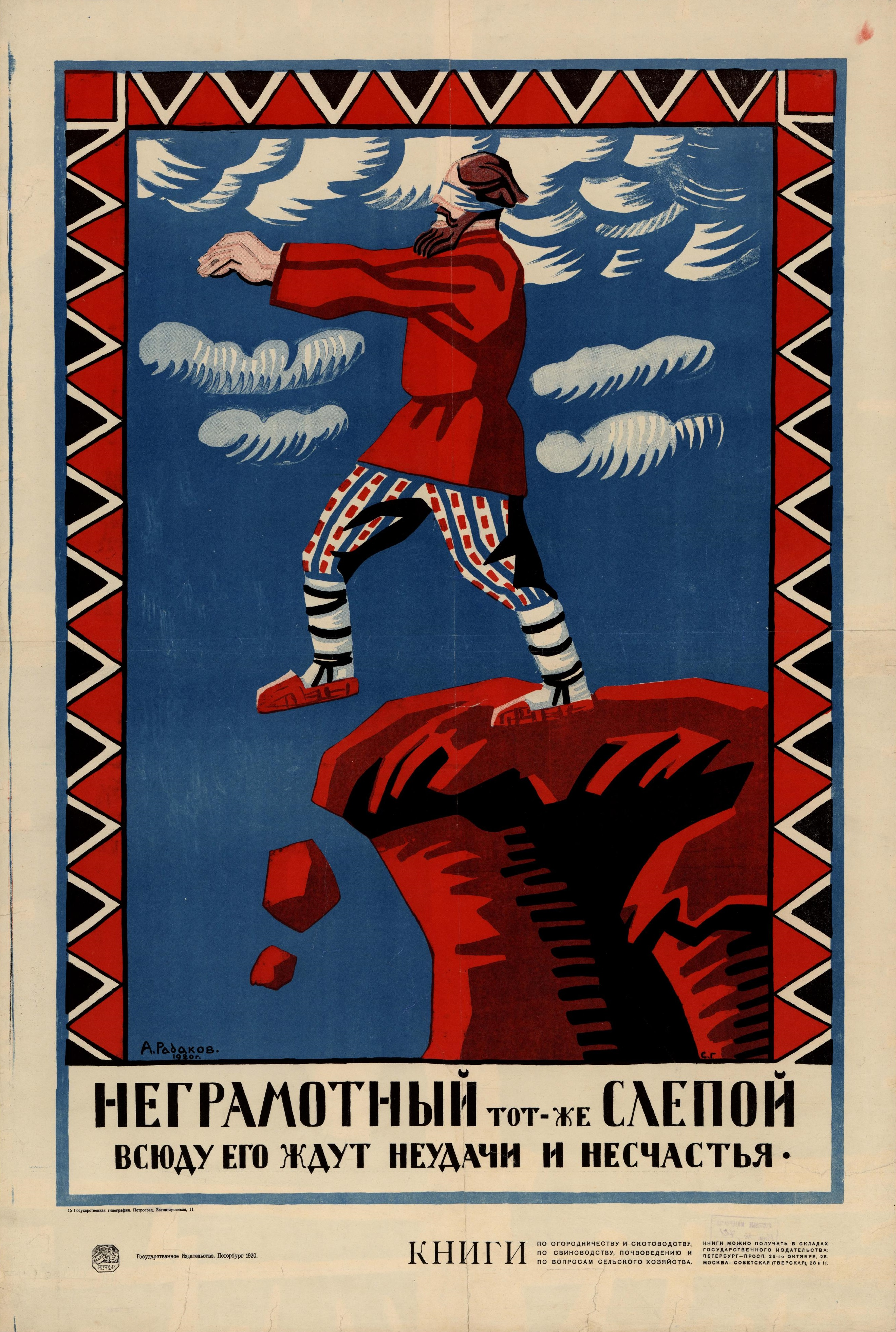
Les analphabètes sont aveugles, 1920. Aleksei Radakov

Les affiches Rosta sont habituellement appelées fenêtres Rosta, car pour être vues elles étaient placardées dans les vitrines des magasins.
Ces fenêtres rencontrèrent un tel succès qu'elles furent intégrées à des films, et servirent de base à des saynètes de théâtre de rue.